# Kopaganj
Kopaganj è una suddivisione dell'India, classificata come nagar panchayat, di 30.828 abitanti, situata nel distretto di Mau, nello stato federato dell'Uttar Pradesh. In base al numero di abitanti la città rientra nella classe III (da 20.000 a 49.999 persone).

## Geografia fisica
La città è situata a 26° 1' 24 N e 83° 33' 57 E e ha un'altitudine di 65 m s.l.m..

## Società

### Evoluzione demografica
Al censimento del 2001 la popolazione di Kopaganj assommava a 30.828 persone, delle quali 15.857 maschi e 14.971 femmine. I bambini di età inferiore o uguale ai sei anni assommavano a 6.006, dei quali 3.037 maschi e 2.969 femmine. Infine, coloro che erano in grado di saper almeno leggere e scrivere erano 19.834, dei quali 11.072 maschi e 8.762 femmine.